# Зграда Музеја у Зајечару
Зграда Музеја у Зајечару налази се у најужем центру града Зајечарa. Уписана је у листу заштићених споменика културе Републике Србије од 1984. године (ИД бр. СК 994).

## Карактеристике
Зграда је саграђена 1927. године по пројекту непознатог архитекте за потребе војне установе за пројектовање путева. То је слободан објекат са симетричном основом, тако да централно место заузима улазни хол са степеништем. Има приземље и спрат са правилним распоредом просторија прилагођеним потребама музеја. У спољној архитектури долази до изражаја масивност са низом дорских стубова на главној фасади који прихватају тежину кровног венца. У пољима између стубова су прозорски отвори са распоредом у устаљеном ритму, обрађени са лучним натпрозорницима у приземљу и равном на спрату, док је у седишту фасадне осовине смештен улаз у зграду. Објекат спада у маркантне објекте јавне архитектуре из времена после 1920. године. 
Када је основан 1951. године, Музеј је зграду делио са Историјским архивом који се налазио у приземљу од 1950. до 1967. године. У истом периоду, у згради се привремено налазио и локални огранак Црвеног крста. Сама зграда нажалост не задовољава основне музеолошке критеријуме и доживела је низ адаптација, од којих се последња велика реконструкција десила 2010. године.